# Minamisanriku
Minamisanriku (南三陸町, Minamisanriku-chō) é uma cidade localizada na Prefeitura de Miyagi, no Japão. Em 1 de Maio de 2020, tinha a sua população estimada em 12,516 habitantes e sua densidade populacional de 77 pessoas por km² em 4.504 domicílios. A área total da cidade é de 163,40 km² (63,09 m²). É uma cidade resort em um litoral com ilhas arborizadas e enseadas montanhosas. A cidade foi uma das mais atingidas pelo Sismo e Tsunami de Tohoku, no dia 11 de Março de 2011.

## Geografia
Minamisanriku está localizada no extremo nordeste da província de Miyagi. Seu litoral faz parte do Parque Nacional Sanriku Fukkō, que se estende ao norte até a Prefeitura de Aomori . A cidade faz fronteira ao norte, oeste e sul com as montanhas Kitakami . Cerca de 70% da área da cidade é arborizada.

## Clima
Minamisanriku tem um clima úmido ( classificação climática de Köppen Cfa ) caracterizado por verões quentes e úmidos e invernos frios. A temperatura média anual em Mutsu é 11.1 °C. A precipitação média anual é de 1217 mm sendo setembro o mês mais chuvoso. A temperatura média do mês de Agosto, o mês mais quente do ano, é de 23,7 °C, e o mais baixo em janeiro, em torno de -0,2 °C.

## Municípios vizinhos
Prefeitura de Miyagi
- Kesennuma
- Tome
- Ishinomaki

## Demografia
De acordo com os dados do censo japonês, a população de Minamisanriku atingiu o pico na década de 1950 e diminuiu continuamente nos últimos 70 anos.

## História
A área da atual Minamisanriku fazia parte da antiga Província de Mutsu ficou sob o controle do clã Date do Domínio de Sendai durante o período Edo, sob o shogunato Tokugawa . A área tem sofrido os efeitos do tsunami desde os tempos antigos, incluindo o terremoto 869 Sanriku e, mais recentemente, durante o terremoto Sanriku de 1896 e o terremoto Sanriku de 1933 . O terremoto de 1896 resultou na maior onda de tsunami já registrada no Japão, com 38.2 metros, até ser ultrapassado pelas ondas com 40,4 metros em Miyako no terremoto e tsunami Tōhoku de 2011 .
As aldeias de Shizukugawa e Utatsu foram estabelecidas em 1 de junho de 1889 com o estabelecimento do sistema moderno de municipalidades. Shizukugawa foi elevada à categoria de cidade em 31 de outubro de 1895 e Utatsu em 1º de abril de 1959. A cidade foi formada por meio de uma fusão em 1 de outubro de 2005, quando as cidades de Shizugawa e Utatsu, ambas do distrito de Motoyoshi, se fundiram para formar a nova cidade de Minamisanriku.
O terremoto Valdivia de 1960 desencadeou um tsunami que cruzou o Oceano Pacífico e atingiu a cidade de Shizugawa com uma altura de até 2.8 m, causando grandes danos. Como resultado, paredes do porto de dois andares de altura foram construídas em 1963, e os residentes realizaram exercícios de tsunami todos os anos. Para marcar o 30º aniversário do desastre em 1990, uma placa bilíngue espanhol-japonesa foi instalada, com uma mensagem do presidente Patricio Aylwin do Chile, acompanhada por uma réplica da estátua moai .
As paredes do porto se mostraram ineficazes no tsunami de 2011, que atingiu prédios de até quatro andares.
O terremoto de 2010 no Chile causou um tsunami com ondas de 1.3 metros em Minamisanriku.

### Desastre do terremoto e tsunami de 2011

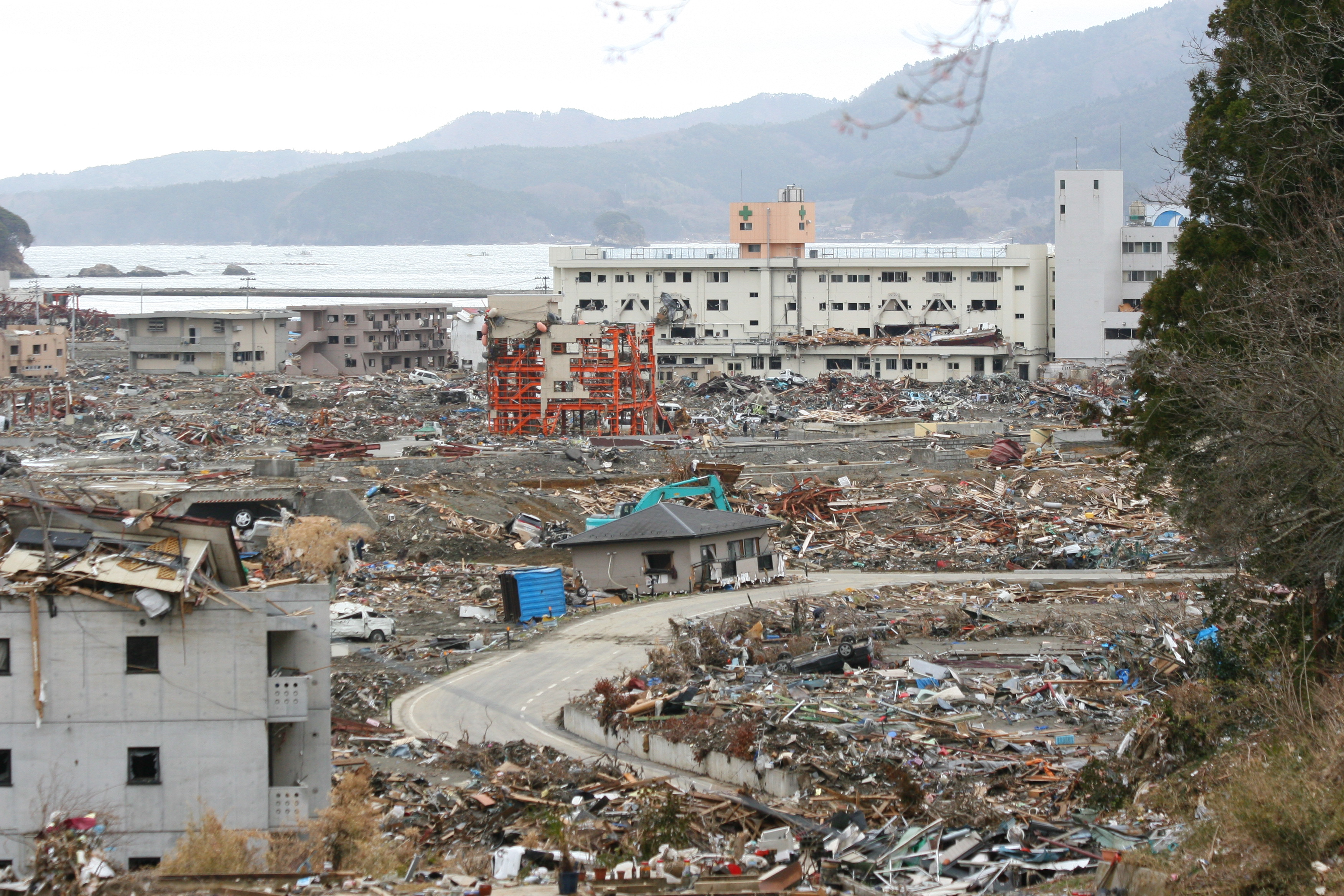
Região do Hospital Público de Shizugawa em Minamisanriku após o tsunami de 2011

Relatos de consequências imediatas sugeriram que 95 por cento da cidade foi destruída pelo tsunami japonês de 2011 em consequência ao terremoto Tōhoku em 2011. Os únicos edifícios que restaram foram os mais altos, e cerca de metade da população desapareceu nos dias que se seguiram ao desastre; apenas 9.700 pessoas foram confirmadas vivas e evacuadas na primeira semana. No final de junho de 2011, um total de 1.206 pessoas foram contadas como mortas ou desaparecidas, de acordo com o Kahoku Shinpou.
A cidade tinha dois centros de evacuação para onde os residentes poderiam ir em caso de tsunami, um na região sul com vista para a cidade e o outro voltando ao centro da cidade. Embora ambos estivessem 20 metros acima do nível do mar, ambos foram atingidos pelo tsunami. Pelo menos 31 dos 80 locais designados para evacuação da cidade foram inundados pelo tsunami. A altura média do tsunami em Minamisanriku foi de cerca de 14 metros acima do nível do mar, com a marca d'água mais alta registrada em 20.5 metros logo a sudoeste do centro da cidade.

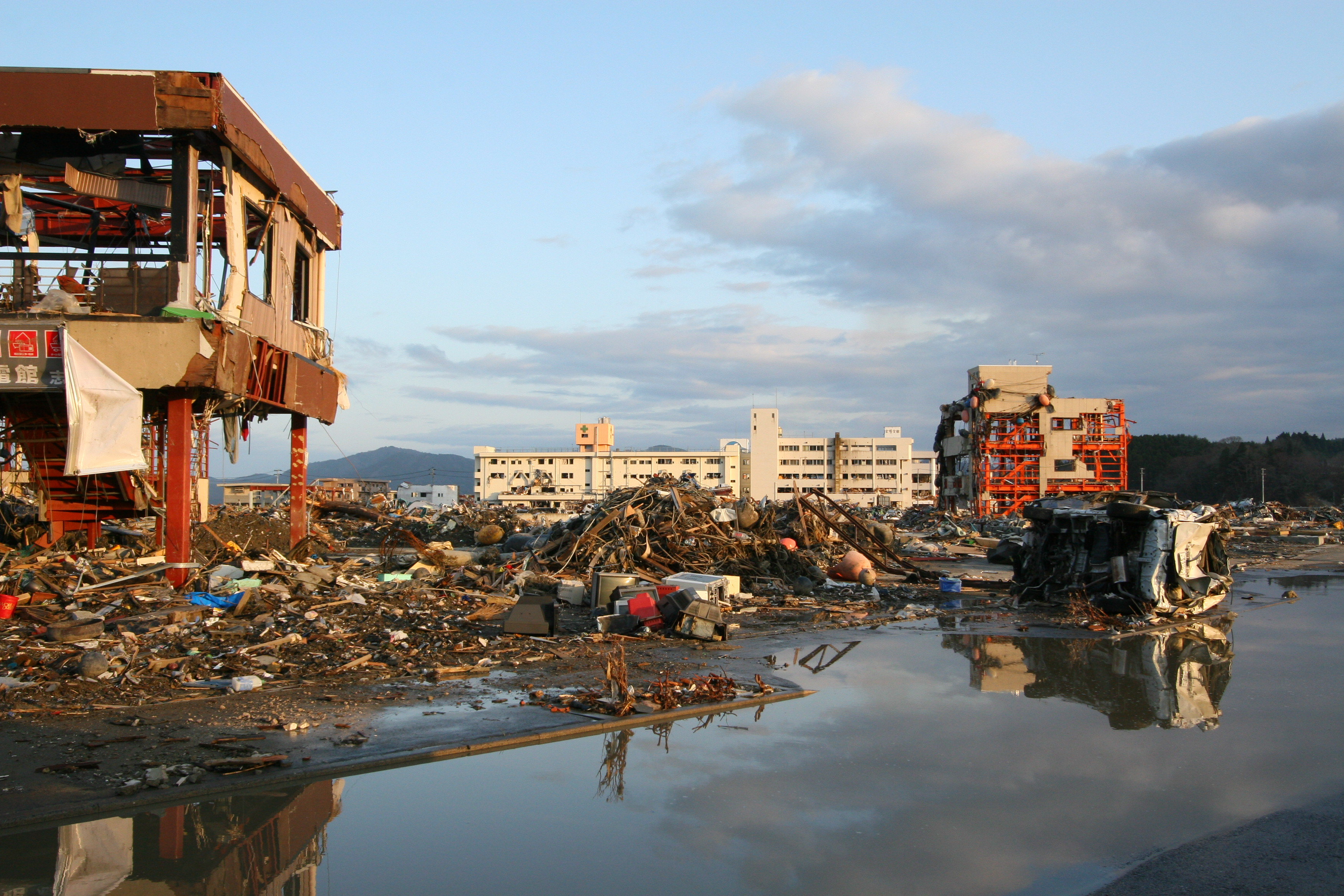
Escombros e edificações destruídas nas proximidades do Hospital Público de Shizugawa em Minamisanriku.

De acordo com um professor de inglês de uma escola secundária em uma colina acima do tsunami, "A cidade inteira foi simplesmente varrida. Simplesmente não existe mais. Havia cerca de 7.000 de nós na colina naquele dia. Talvez alguns milhares na escola na colina oposta. Mas existem 17.000 na cidade. Todos os outros foram embora". Como todas as escolas ficavam em terreno elevado, muitas crianças ficaram órfãs. Os sobreviventes escreveram " SOS " em letras brancas, no campo de jogo da Shizugawa High School.
Quando o terremoto aconteceu, o prefeito Jin Sato (佐藤 仁) estava em uma reunião na assembleia da cidade falando sobre o tsunami de menor intensidade, causado pelo abalo de um terremoto em 9 de março. O prédio de três andares do Crisis Management Department (防災対策庁舎, Bōsai Taisaku Chōsha) da cidade onde Sato escapou, foi submerso pelo tsunami. Das 130 pessoas que trabalhavam na prefeitura, Sato foi uma das 53 que conseguiram chegaram ao telhado e um dos 10 sobreviventes. Ele retornou aos assuntos governamentais, fundando a sede para controle de desastres na Bayside Arena em Miyagi em 13 de março de 2011.
O Hospital Shizugawa foi um dos poucos edifícios importantes que sobreviveram ao tsunami. Foi parcialmente inundado e 74 dos seus 109 pacientes morreram. Cerca de 200 pessoas foram resgatadas do telhado.
Miki Endo, uma jovem de 25 anos empregada pelo Departamento de Gerenciamento de Crises da cidade para dar voz a avisos e alertas sobre desastres, foi aclamada na mídia japonesa como uma heroína por salvar muitas vidas por sacrificar sua vida ao continuar a transmitir os alertas pelo sistema de alto-falantes da comunidade no prédio do Departamento de Gerenciamento de Crises, que foi atingido pelo tsunami. O prédio de três andares do departamento permaneceu em pé, mas foi completamente destruído, restando apenas a estrutura, feita de aço vermelho. Após o desastre, Endo estava desaparecida e mais tarde foi confirmada a sua morte. Fotos mostram o telhado do prédio completamente submerso no auge da inundação, com algumas pessoas agarradas à antena do telhado.

### Ajuda internacional

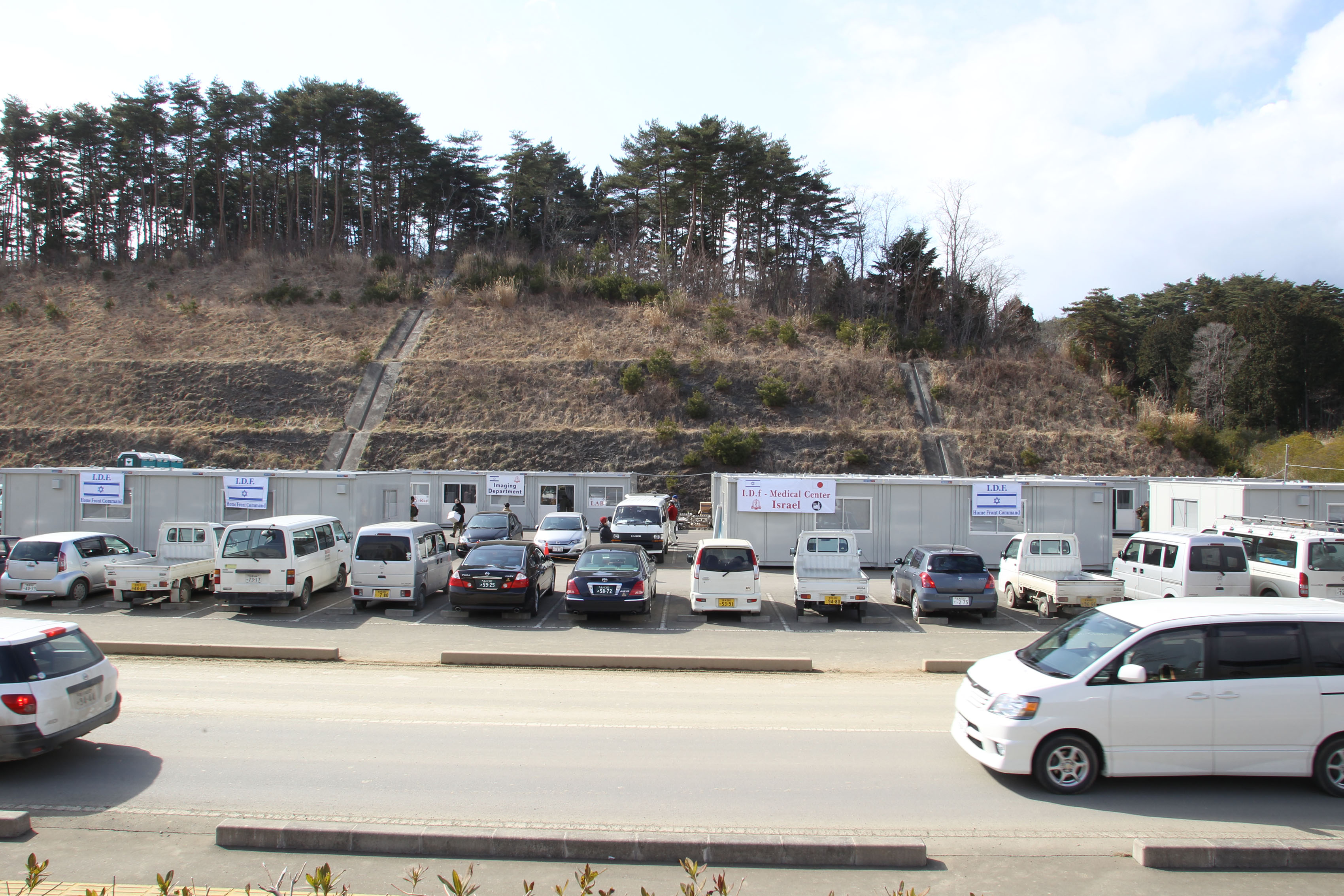
Centro de atendimento das Forças de Defesa de Israel em Minamisanriku.

A cidade teve o primeiro hospital de campanha estabelecido por um país estrangeiro oferecendo assistência após o desastre. Uma equipe inicial de cinco médicos de Israel montou um centro cirúrgico que foi montado e preparado para receber uma equipe maior, uma vez que as necessidades da cidade foram avaliadas. Uma delegação de 53 membros do pessoal médico do Comando da Frente Interna e do Corpo Médico do IDF abriu um hospital de campanha perto de Minamisanriku em 29 de março. Na clínica, havia enfermarias de cirurgia, pediatria e maternidade e uma unidade de terapia intensiva, farmácia e laboratório contendo 62 toneladas de suprimentos médicos. A clínica estava ativa no tratamento de pacientes imediatamente após a abertura.
Em 23 de abril de 2011, a Primeira-Ministra da Austrália, Julia Gillard, visitou Minamisanriku.

### Reconstrução
Na região onde antes ficava a cidade, foi construído o Parque Memorial do Terremoto em Minamisanriku. Inaugurado no dia 17 de Dezembro de 2019, o parque possui locais e monumentos em memória as vítimas do terremoto e do tsunami na cidade, dentre eles, a estrutura de prédio do departamento de prevenção de desastres da cidade que permaneceu em pé após o tsunami.

## Economia
Minamisanriku depende fortemente do turismo e da pesca comercial como pilares da economia local.

## Educação
Minamisanriku tem cinco escolas primárias públicas e duas escolas secundárias públicas administradas pelo governo municipal e uma escola secundária pública administrada pelo Conselho de Educação da Prefeitura de Miyagi.

## Transporte

### Ferrovias
East Japan Railway Company (JR East) - Kesennuma Line (suspensa indefinidamente e substituída por um serviço de BRT)

### Rodovias
- Sanriku Expressway
- Rota Nacional 45
- Rota Nacional 398

## Atrações turisticas
- Monte Tatsugane
- Tubakishima ( Monumento Natural Nacional)
- Daio-ji, templo budista

## Cidades Irmãs
- Besano, Lombardy, Itália,[33] desde 7 de Novembro de 1999
- Shōnai, Yamagata, Japão, desde 13 de Outubro de 1999